# Juan Carcellé
Juan Martínez Carcellé, también conocido como Juan Carcellé, Juanito Carcellé o Don Circuitos (Olot, 27 de mayo de 1895-Madrid, 29 de agosto de 1978) fue un promotor de espectáculos y empresario español, dueño de la agencia artística Circuitos Carcellé, regente del Teatro de la Zarzuela, director del desaparecido Circo Price (1941-1959) e impulsor del Festival Mundial del Circo.

## Trayectoria
Hijo de María de la Cinta Carcellé y del coronel de infantería Feliciano Martínez, a los seis años, su padre, deja el ejército y la familia se traslada a la ciudad de la madre, Tortosa (Tarragona). Cuando cumplió 15 años, sus padres lo enviaron a Madrid, donde en 1916 se convirtió en funcionario de Telégrafos, llegando a ser jefe administrativo de primera clase. A principios de los años veinte, junto a sus amigos Pepe Muñoz y José Muntaner, creó su primera agencia artística. En 1922, contrajo matrimonio con Josefa Silverde Loeches, pareja con la que no tuvo hijos. Durante algunos años alternó su trabajo como funcionario con las labores de representante artístico, hasta que decidió dedicarse exclusivamente a su propia empresa: Circuitos Carcellé.
La estrategia de Carcellé fue la de crear espectáculos itinerantes en los que se presentaban artistas de reconocido prestigio, combinación que él llamó «Circuitos», dando origen al nombre de su empresa y que le valió el apodo de Don Circuitos. Diariamente presentaba hasta diez Compañías y un circo por toda la geografía nacional. Dada su experiencia, a finales de 1939 le encargaron los espectáculos de variedades del Teatro de la Zarzuela de Madrid.
En 1941, asumió la dirección del desaparecido Circo Price localizado en la Plaza del Rey, convirtiéndolo en la Catedral del circo español, legado que mantuvieron sus sucesores hasta su demolición en 1970. El éxito de su gestión se basó, primero, en ofrecer diariamente un espectáculo estable en la sede de Madrid y otro itinerante que viajaba por el resto del país; y, segundo, en ofrecer al público un periódico viviente en el que mezcló circo y variedades, diálogos cómicos, actuaciones musicales y un ballet de animadoras llamadas 'Las Charivari'.
Fundó el Parnasillo literario-circense del Price, una tertulia que reunió a varios literatos, cronistas, dibujantes y artistas, que dieron origen en 1946 a la antología Cuentos de la pista, libro que contiene 34 historias sobre el circo escritas por personajes como: el propio Carcellé, José Luis de Zumárraga, el doctor Jiménez Valgañón, Manuel Fernández Cuesta, Ramper, Alady, Altabella, el Profesor Karby, los payasos Hermanos Cape y los Hermanos Moreno, el fotógrafo Carlos Montes, Antonio Casal Rivadulla, Alfredo Marquerie, Leocadio Mejías, Edgar Neville, Covaleda Jiménez Sutil, Ramón de la Válgoma, Hernández Blasco, González Aller, Ricardo Guirao, José de Córdova, Suárez del Árbol, Castán Palomar, Juan Losada, Juan de Diego, José Vicente Puente o los periodistas Fernando Hernández Castanedo y Eduardo Haro Tecglen.
En enero de 1948 regaló una comida para los pobres en el Price, y en marzo, presentó la Gran Gala Infantil, espectáculo en el que los niños recibieron regalos y pudieron pasear sobre borriquillos por las pistas del circo. En diciembre de 1952, se sumó a la extinta iniciativa gubernamental Navidad de los Humildes, para la cual donó 75 000 pesetas recaudadas en sus espectáculos (hoy, 450 euros), y, también regaló una función de circo a los niños del Asilo San Rafael de Madrid.
A inicios de los años cincuenta, contrató al fotógrafo madrileño, Máximo Villar, para que realizara un reportaje completo de cada uno de los espectáculos que ofrecía el Price, trabajo que Villar seguiría haciendo hasta el cierre. Estas imágenes se han convertido en el mayor fondo español de fotografía circense, con 32 000 negativos, que posteriormente pasaron a forman parte de la Colección Matabosch en Figueras.
Las navidades del 1956 marcaron el inicio de otra de las creaciones de Carcellé, el Festival Mundial del Circo, evento que funcionó también como una competición y que le sirvió como plataforma para conseguir nuevos números para el Price, ya que asistían más de 20 circos de los cinco continentes. Con sede en el Palacio Municipal de los Deportes de Barcelona, fueron elegidas como ganadoras en sus dos primeras ediciones, la trapecista Pinito del Oro y la artista Vera Rogge, miembro de la troupe alemana Rogge Sisters, respectivamente.
Carcellé participó, junto con Pinito del Oro y el payaso Eduardini, en un Coloquio sobre 'El Circo' que se realizó en febrero de 1957 en la desaparecida Escuela Oficial de Periodismo, aquí expresó: "El circo hace a los hombres buenos" y también habló sobre la excepción que tiene que hacer con Pinito del Oro en sus presentaciones para no usar el sistema de seguridad obligatorio.
A finales de los años cincuenta, después de arruinarse en varias ocasiones por motivo de incendios, temporales y la rivalidad entre los circos, Carcellé se retiró del negocio circense y pasadas ya dos décadas dedicadas al Price, en 1959, también renuncia a su cargo de director. A partir de este momento, solo trabajó como representante en su empresa Circuitos Carcellé.
El 3 de junio de 1971 murió su esposa. En julio de 1978, Carcellé cerró definitivamente su agencia y días después falleció en Madrid a los 83 años.

## Legado artístico
Durante su andadura como empresario, Carcellé fue el representante y responsable de la posterior fama de artistas españoles, como: Pinito del Oro, Celia Gamez, Manolita Chen, los payasos Ramper, Eduardini, José Palacio, Pompoff y Thedy, y, Gaby, Fofó y Miliki; las cantantes Marifé de Triana, Raquel Meller, Conchita Montenegro, Lola Flores, Juanita Reina, Concha Piquer, Estrellita Castro, Concha Piquer, Dora la Cordobesita, Angelillo, Miguel de Molina, Pepe Marchena, Carmen Morell y Pepe Blanco; los bailarines Emilio Fernández Gómez, Paco Ronda y las hermanas Delvy-Marby; la bailaora Carmen Amaya, Ricardo Freire, Rafael Reaño, Alady,  entre muchos otros.
Fue el primero en traer a Europa a la cantante y bailarina estadounidense Josefina Baker, para que actuara durante tres meses en España y luego en París; así como de presentar en España a artistas internacionales como Carlos Gardel, Imperio Argentina, Gaby Ubilla, La Argentinita; y, las giras de circos extranjeros como el holandés Mikkenie en 1949 y el alemán Holzmuller en 1951. También fue el primero en traer a España el primer Festival de Soul que se presentó en Madrid en el año 1969.
Carcellé, fue el creador de la distinción 'Medalla de Oro de Circuitos Carcellé', condecoración que recibieron de mano del payaso Ramper,  algunos artistas circenses por su destacada trayectoria, tales como: Pedrito Rico, Ant Platas, Alfredo Marquerie, Hermanos Ferrer y Enrique Rodrimur (1942), el domador D. Georgevich (1946), Pepe Mairena (1955) o Rogelio Rivel (1965).
Su trabajo no solo fue reconocido en España, también lo fue en Portugal, dónde presentó a la trapecista española Pinito del Oro y en Francia, dónde tuvo la oportunidad de presentar el espectáculo de la bailarina y actriz española Conchita Montenegro.

Manuel Morillas, uno de los empleados de Carcellé, llegó a afirmar en una entrevista, lo siguiente:
"Los espectáculos de Carcellé son de categoría. A Juanito Carcellé no le interesan los números baratos. [...] Juanito Carcellé es la persona que en España ha levantado el arte que llamaban género ínfimo y que es el que más gusta: las variedades".